# Johann Ernst von Kunheim
Johann Ernst von Kunheim (né le 30 janvier 1730 à Königsberg et mort le 19 janvier 1818 dans la même ville) est un lieutenant général prussien.

## Biographie

### Famille
Johann Ernst von Kunheim est issu de la famille noble von Kunheim, originaire d'Alsace puis installé en Prusse. Ses parents sont l'homme d'État prussien Johann Dietrich von Kunheim (de) (1684-1752) et Maria Helena, née von Wallenrodt (de) de la branche de Karmitten (de) (1790-1777).
Il se marie le 5 octobre 1763 avec Christine Sophie baronne von Loeben (de) (morte le 9 mars 1767). Elle est la fille du gouverneur de la Basse-Lusace. Il se marie en secondes noces le 11 septembre 1769 avec Charlotte Sophie von Kanitz (de) de la branche de Podangen (1748–1818).

### Carrière militaire
Kunheim participe à des missions militaires dès l'âge de 12 ans et est témoin de la plupart des batailles de la guerre de Sept Ans. C'est à cette occasion qu'il attire l'attention de Frédéric le Grand. Kunheim combat également lors de la guerre de Succession de Bavière. En 1788, il devient colonel et l'année suivante reçoit l'Ordre Pour le Mérite. En 1790, il est promu au commandement du régiment d'infanterie von Gillern (de). En 1793, Kunheim reçoi le commandement du régiment d'infanterie "Alt-Bornstedt (de)" stationné à Berlin. Il participe à la campagne de Pologne en tant que général de division en 1794/95. Le 5 juin 1798, il est promu lieutenant général et le 5 juin 1798, il est élevé au rang de comte. À son 50e anniversaire de service en 1802, il reçoit du roi Frédéric-Guillaume III l'ordre de l'Aigle rouge. Le 11 juillet 1803, il devient commandant de la commanderie de Gorgast (de). En 1808, il passe à la commanderie de Lietzen (de), qu'il occupe jusqu'en 1811. Lors de la dissolution du bailliage de Brandebourg et de la perte de sa commanderie, il est indemnisé avec 5.700 thalers. Pour la guerre de 1806, il est réactivé et reçoit le commandement du premier corps de réserve entre Dessau et Wittemberg. Pour cela, il reçoit l'ordre de l'Aigle noir. Le 25 octobre 1806, il prend sa retraite pour des raisons de santé.